# Babysitter
Ein Babysitter (engl. „Kinderhüter“) ist eine Person, die sich insbesondere um Babys und Kleinkinder, aber auch um ältere Kinder kümmert, die nicht ihre eigenen Kinder sind.

## Etymologie
Der Begriff Babysitter ist erstmals für das Jahr 1937 nachgewiesen. Das zugehörige Verb to babysit (dt. babysitten) wird dagegen erst seit 1947 benutzt – ein Beispiel für die Rückbildung eines Wortes. Während baby einen Säugling oder ein Kleinkind beschreibt, wird das Verb sit schon seit dem Beginn des 19. Jahrhunderts im Zusammenhang mit Kinderbetreuung verwendet. Einer anderen Theorie zufolge leitet sich das sitting von der auf ihrem Nest sitzenden Henne ab, die dadurch auf ihre Küken aufpasst.

## Tätigkeit
Babysitter betreuen die Kinder stundenweise, während die Eltern außer Haus sind, meistens in den Abendstunden und nachts, teilweise aber auch tagsüber. Oft sind es Schüler und Studenten, die diese Tätigkeit ausüben, um damit etwas Geld zu verdienen, aber zunehmend auch Senioren. Häufig kommen die Babysitter auch aus der Familie, der näheren Verwandtschaft oder dem Bekanntenkreis. Die Länge der Arbeitszeit, die Dauer der Beschäftigung und der Lohn werden meist mündlich vereinbart. Ein schriftlicher Arbeitsvertrag wird üblicherweise nicht abgeschlossen. Babysitter ist keine Berufsbezeichnung. In Städten gibt es Agenturen, die Babysitter gegen Bezahlung vermitteln.
Die ganztägige Betreuung von Säuglingen und Kleinkindern im Haushalt der Eltern wird in der Regel von so genannten Kinderfrauen übernommen. Werden die Kinder tagsüber im Haushalt der Betreuungsperson versorgt, lautet die übliche Bezeichnung Tagesmutter. Für beide Tätigkeiten ist in der Regel eine pädagogische Ausbildung und eine Pflegeerlaubnis nötig.

## Babysitter-Diplom
Das „Babysitter-Diplom“ ist eine Bescheinigung über die Teilnahme an einem Babysitting-Kurs. Es kann bei der örtlichen Familienbildungsstätte (FBS) oder beim Deutschen Roten Kreuz (DRK) erworben werden. Dies ermöglicht Eltern eine bessere Einschätzung der Kompetenzen des Babysitters. Die Ausbildung besteht in der Regel in einem achtstündigen Erste-Hilfe-Kurs mit dem Schwerpunkt Kleinkind/Säugling. Außerdem werden Informationen über Ernährung, Verhaltensweisen, Wickeln und Beschäftigung von Kindern sowie über die rechtlichen Grundlagen vermittelt.

## Babysitteragentur
Eine Babysitteragentur übernimmt die Vermittlung qualifizierter Babysitter. Vorteile für die Eltern sind vor allem Zeitersparnis. Die Agentur sucht einen geeigneten Babysitter für die Familie. Der Babysitter verfügt über eine pädagogische Ausbildung und ist somit steuerlich absetzbar. Falls der Babysitter ausfällt, kümmert sich die Agentur um geeigneten Ersatz. Bei den meisten Agenturen ist der Babysitter auch haftpflichtversichert.
Heute gibt es auch soziale Plattformen im Internet, wo sich Eltern und Babysitter online treffen können. Dies wirkt sich positiv auf beide aus, da keine Agenturgebühren für die Eltern anfallen und Babysitter somit über soziale Netzwerke wie Facebook Mundpropaganda schaffen können. Zu den Pionieren der Vermittlung von Babysittern und Tagesmüttern über das Internet gehört das bereits 1999 in Berlin gegründete Portal www.hallobabysitter.de. Es listet (Stand Januar 2021) nach eigenen Angaben mehr als 400.000 Profile von Betreuungskräften in Deutschland und Österreich.

## Rechtliche Situation
Auch wenn die Tätigkeit als Babysitter oft als Gefälligkeit und nicht als Arbeit gesehen wird, gilt das Jugendarbeitsschutzgesetz. Hiernach sind 13- und 14-Jährige noch Kinder und dürfen nur zwischen 8 und 18 Uhr und nicht mehr als zwei Stunden arbeiten. Jugendliche zwischen 15 und 18 dürfen bis 20 Uhr babysitten. Außerdem ist zu beachten, dass die Tätigkeit den Schulbesuch in keiner Weise negativ beeinflussen darf, insbesondere heißt das: Kinder und Jugendliche dürfen nicht vor und während des Unterrichts arbeiten.